# 現役中に亡くなったNBA選手の一覧
現役中に死亡したNBA選手の一覧（げんえきちゅうにしぼうしたNBAせんしゅのいちらん）
ここではNBAやABA (1967年-1976年)のチームに所属している現役中に死亡した選手やオフシーズンに契約チームが決まっていなかった選手を取り上げる。 

## 一覧
・没年齢は満年齢で表記。
| 選手名 / ポジション                |    | 所属                         | 没年月日       | 没年齢 | 死因       | 詳細                                                                                            |
| ---------------------------------- | -- | ---------------------------- | -------------- | ------ | ---------- | ----------------------------------------------------------------------------------------------- |
| ウェンデル・ラドナー（en）         | SF | ニューヨーク・ネッツ(ABA)    | 1975年6月24日  | 26歳   | 航空事故   | イースタン航空66便着陸失敗事故を参照                                                            |
| テリー・ハーロー（en）             | SG | ユタ・ジャズ                 | 1980年5月23日  | 25歳   | 自動車事故 |                                                                                                 |
| ビル・ロビンザイン（en）           | PF | ユタ・ジャズ                 | 1982年9月16日  | 29歳   | 自殺       |                                                                                                 |
| レン・バイアス                     | SF | ボストン・セルティックス     | 1986年6月19日  | 22歳   | 心臓突然死 | コカインの過剰摂取による                                                                        |
| ニック・バノス（en）               | C  | フェニックス・サンズ         | 1987年8月16日  | 24歳   | 航空事故   | ノースウエスト航空255便墜落事故を参照                                                           |
| リッキー・ベリー（en）             | SF | サクラメント・キングス       | 1989年8月14日  | 24歳   | 自殺       |                                                                                                 |
| レジー・ルイス                     | SG | ボストン・セルティックス     | 1993年7月27日  | 27歳   | 心不全     |                                                                                                 |
| ドラゼン・ペトロビッチ             | SG | ニュージャージー・ネッツ     | 1993年6月7日   | 28歳   | 自動車事故 |                                                                                                 |
| ボビー・フィルズ（en）             | SG | シャーロット・ホーネッツ     | 2000年1月12日  | 30歳   | 自動車事故 |                                                                                                 |
| マリック・シーリー（en）           | SF | ミネソタ・ティンバーウルブズ | 2000年5月20日  | 30歳   | 自動車事故 |                                                                                                 |
| コンラッド・マクレー（en）         | PF | オーランド・マジック         | 2000年7月10日  | 29歳   | 不明       | サマーリーグの練習中に倒れる                                                                    |
| ジェイソン・コリアー（en）         | C  | アトランタ・ホークス         | 2005年10月15日 | 28歳   | 心不全     |                                                                                                 |
| エディ・グリフィン（en）           | PF | ミネソタ・ティンバーウルブズ | 2007年8月17日  | 25歳   | 自動車事故 |                                                                                                 |
| ロレンゼン・ライト                 | PF | 未所属                       | 2010年7月19日  | 34歳   | 他殺       | 失踪後に射殺体となって発見。2017年に前妻を含む2名が犯人として逮捕、起訴され2019年に有罪となった |
| ブライス・デジャンジョーンズ（en） | SG | ニューオーリンズ・ペリカンズ | 2016年5月28日  | 23歳   | 他殺       | 恋人の部屋と間違えて別の部屋に押し入り、射殺される                                              |